# Thomas Gambino
Thomas Francis Gambino (pronunciación en italiano: /ɡamˈbiːno/; 23 de agosto de 1929) es un mafioso ítalo-estadounidense y un caporegime por largo tiempo de la familia criminal Gambino quien controló exitosamente los lucrativos garitos de transporte en el Garment District de Nueva York. Es el hijo de Carlo Gambino y sobrino de Paul Castellano.

## Primeros años
Gambino nació el 23 de agosto de 1929, hijo de Carlo y Catherine (su apellido de soltera era Castellano) Gambino. Tuvo tres hermanos, Joseph, Carl y Phyllis Gambino Sinatra. Su padre se unió a la original familia criminal Mangano durante los años 1930, llegando a ser capo y luego subjefe. En 1957, Carlo Gambino se convirtió en jefe de lo que hoy se conoce como la familia criminal Gambino. Carlo Gambino fue uno de los mafiosos más poderosos de la historia de la Cosa Nostra. 
Thomas Gambino se graduó del Manhattan College en El Bronx y empezó a trabajar para la familia Gambino. En 1962 se casó con la hija de Tommy Lucchese Frances. Más de 1,000 invitados asistieron a la boda en la que Carlo Gambino regaló a Lucchese un presente de $30,000. A cambio, Lucchese le dio a Gambino parte de sus garitos en el Aeropuerto Idlewild (hoy llamado Aeropuerto Internacional John F. Kennedy). Lucchese ejercía el control sobre la seguridad del aeropuerto y todos los sindicatos aeroportuarios, la Comisión, y gran parte del crimen organizado en Nueva York. Cuando Tommy Lucchese murió en 1967, sus intereses en la industria de la moda pasaron a Thomas Gambino, formando la base de su fortuna.
Para los años 1990, Thomas Gambino era propietario de tres casas; una en Florida, otra en Lido Beach, Nueva York, y una tercera en el exclusivo Upper East Side de Manhattan. Thomas Gambino también encabezaba la Gambino Medical and Science Foundation, que en 1991 financió un trasplante de médula ósea pediátrica de $2 millones en el Long Island Jewish Medical Center. La fortuna personal de Thomas Gambino se estimó en $75 millones en 1992.

## Régimen de Castellano
Luego de que Carlo Gambino muriera en 1976, su sucesor designado, Paul Castellano, se convirtió en el nuevo jefe de la familia. Muchos miembros de la familia estuvieron molestos con su ascensión ya que se dejó de lado al subjefe Aniello "Mr. Neil" Dellacroce. Sin embargo, Dellacroce insistió en que sus partidarios apoyen a Castellano para el bien de la familia. Esta acción calmó las discrepancias en la interna de la familia Gambino.  
En contraste, Thomas Gambino, que era sobrino de Castellano, gozó de una fuerte relación con el nuevo jefe. Gambino encarnaba la imagen del hombre de negocios exitoso de bajo perfil y bien contactado que era común en la segunda generación de miembros de la Cosa Nostra. Dada su educación universitaria, Castellano le dio responsabilidad sobre las finanzas de la familia y el manejo del transporte en camiones en el Garment District en Manhattan. Gambino y sus aliados en la familia Lucchese fueron exitosos en infiltrar varios negocios legítimos, especialmente en la industria de la moda. Esto se debió a la fuerte influencia de Gambino en ese negocio en Nueva York y Nueva Jersey. In 1981, the garment industry honored Gambino as its Man of the Year. Castellano rápidamente recompensó a Gambino haciéndolo un miembro de la familia, o "made man" y luego un capo de su propia pandilla.
En diciembre de 1985, la muerte del subjefe Dellacroce trajo la disensión en la familia Gambino. En vez de seleccionar un capo establecido y respetado para ser subjefe, Castellano eligió a su chofer, Thomas Bilotti. En ese momento, el capo John Gotti y Frank DeCicco vieron la oportunidad de capitalizar este descontento para matar a Castellano y tomar control de la familia. El 16 de diciembre de 1985, tanto Castellano como Bilotti fueron asesinados por pistoleros de Gotti en una emboscada en un restaurante. Gambino, que no era parte de la conspiración, llegó al restaurante momentos después del asesinato para ser alejado por DeCicco. Gotti entonces fue elegido como el nuevo jefe de la familia Gambino.

## Régimen de Gotti
Aunque Gambino era un leal a Castellano, él rápidamente prometió lealtad a Gotti y fue capaz de mantener su posición dentro de la familia. Ya que Gambino era un importante ganador de dinero, Gotti no quería reemplazarlo. En una conversación con el mafioso de la familia George Remini, Gotti hizo este comentario sobre Gambino:

Yo sé que suena loco, Georgie, pero le estaba diciendo a Frankie y Angelo, Voy a sugerirle a Tommy, que vamos a reforzar su régimen, Tommy Gambino, pero no le vamos a dar ningún (censurado) exabrupto.

En abril de 1989, Gambino fue acusado por obstrucción a la justicia al mentir ante un gran jurado acerca de las actividades de racketeering de la familia, pero fue absuelto ese mismo año. El 18 de octubre de 1990, Gambino fue acusado nuevamente en cargos de éxtorsión de la industria de la moda. Aunque era propietarios de cuatro compañías de camiones, los Gambino podrían cobrar tarifas 40% más altas que compañías pequeñas que no pertenecían a la mafia. Alguna de la evidencia más fuerte en este caso vino de conversaciones grabadas seis años antes entre Gambino y Castellano en la casa de éste en Staten Island. Las conversaciones probaron que los Gambino y otras dos familias criminales ejercían un fuerte control sobre el Garment District. El gobierno también puso una pequeña fábrica textil en Chinatown, Manhattan, con patrulleros de la policía estatal de Nueva York actuando como supervisores para obtener evidencia contra el monopolio de camiones de Gambino.
El gobierno le ofreció a Gambino un acuerdo que incluía su aceptación de culpabildiad, un pago de 12 millones de dólares en restitución y una promesa de abandonar el negocio de los camiones. En febrero de 1992, Gambino aceptó el acuerdo y evitó ir a la prisión. Prosecutors would remark that a "terrifying fear of prison" helped motivate Gambino to accept the government deal.

## Acusación y prisión
En 1991, Gambino, Gotti, Salvatore "Sammy the Bull" Gravano y Frank LoCascio fueron acusados de cargos de racketeering, usura, extorsión, apuestas ilegales y 11 asesinatos. Poco después de la acusación, Gravano decidió convertirse en un testigo del gobierno y testificó contra sus antiguos colegas, incluyendo a Gambino. En abril de 1992, Gotti y LoCascio fueron condenados a cadena perpetua. 
El 11 de mayo de 1993, Gambino fue condenado de dos cargos de racketeering y conspiración de racketeering. Los fiscales dijeron que Gambino había supervisado las apuestas ilegales y la usura en Connecticut desde 1985. En enero de 1996, Gambino empezó a cumplir su condena de cinco años de prisión.
En mayo de 1999, la Comisión de Bolsa y Valores (SEC) presentó cargos de fraude contra el agente de bolsa de Gambino, Mohammed Ali Khan. Mientras estuvo en prisión, Gambino había demandado a Khan por defraudar de él aproximadamente 2 millones de dólares.
El 10 de mayo del 2000, Gambino fue liberado de la prisión.

## En la cultura popular
Thomas Gambino es interpretado por Tony Sirico en la película para televisión de 1998 Witness to the Mob sobre Gravano y John Gotti.